# Psittacosaurus ordosensis
Psittacosaurus ordosensis (gr. "lagarto con pico de loro de Ordos") es una especie del género extinto Psittacosaurus  es un género de dinosaurios ceratopsianos psitacosáuridos, que vivió a mediados del período Cretácico, hace unos 113 a 110 millones de años, desde el Aptiense hasta el Albiense, en lo que hoy es Asia. Psittacosaurus ordosensis es una especie nombrada por Dale Russell y Zhao Xijin en 1996, en honor a la prefectura de Ordos de la Región Autónoma de Mongolia Interior. El espécimen tipo es un esqueleto casi completo, que incluye parte del cráneo. Sin embargo, solamente el cráneo, la mandíbula y la pata han sido descritos. Tres otros especímenes han sido asignados a esta especie pero permanecen sin descripción. Como P. neimongoliensis, esta especie fue descubierta en la Formación de Eijnhoro.
P. ordosensis puede distinguirse por numerosos rasgos de los yugales, los cuales tiene "cuernos" muy prominentes. Es también la especie más pequeña conocida. Un cráneo adulto alcanza solo 9,5 cm en longitud.